# Виды, угроза для которых не оценивалась
Ви́ды, угро́за для кото́рых не оце́нивалась или «не оценено́» (англ. Not Evaluated, NE) — одна из категорий Международного Союза Охраны Природы (МСОП, IUCN).
Это категория видов, которые занесены в Красную книгу исчезающих видов МСОП, но ещё не были оценены. Категория «нет оценки» не указывает на то, что вид не находится в зоне риска исчезновения. Причина классификации является недостаточность данных, чтобы отнести в группу какого-либо риска.
К 2015 году МСОП провёл оценки и присвоил статусы охраны более чем 76 000 таксонам во всем мире. Из них около 24 000 видов классифицированы как находящиеся на грани исчезновения. Однако, несмотря на значительные различия в оценках количества видов, существующих на Земле (в пределах от 3 до 30 миллионов), фактически, категория «не оценено» является самой большой из всех девяти категорий риска.
Также, критерии оценки начали применяться в качестве способа классификации угроз для экосистем, причём каждая экосистема попадает в категорию МСОП «не оценено» до начала процесса оценки.